# Аси сир Сер
Аси сир Сер (фр. Assis-sur-Serre) насеље је и општина у североисточној Француској у региону Пикардија, у департману Ен (Пикардија) која припада префектури Лаон.
По подацима из 2011. године у општини је живело 279 становника, а густина насељености је износила 34,7 становника/km². Општина се простире на површини од 8,04 km². Налази се на средњој надморској висини од 75 метара (максималној 90 m, а минималној 56 m).

## Демографија
| 1962. | 1968. | 1975. | 1982. | 1990. | 1999. | 2011. |
| ----- | ----- | ----- | ----- | ----- | ----- | ----- |
| 299   | 308   | 291   | 244   | 257   | 266   | 279   |

График промене броја становника у току последњих година